# Phyllanthus liesneri
Phyllanthus liesneri là một loài thực vật có hoa trong họ Diệp hạ châu. Loài này được G.L.Webster mô tả khoa học đầu tiên năm 2003.